# Leichtathletik-Weltmeisterschaften 2022/Teilnehmer (Estland)
| Goldmedaillen | Silbermedaillen | Bronzemedaillen |
| ------------- | --------------- | --------------- |
| —             | —               | —               |

Der Leichtathletikverband von Estland nahm an den Leichtathletik-Weltmeisterschaften 2022 in Eugene mit einer Athletin und vier Athleten teil.

## Ergebnisse

### Männer

#### Laufdisziplinen
| Athlet      | Disziplin    | Vorlauf | Vorlauf | Halbfinale | Halbfinale | Finale  | Finale |
| Athlet      | Disziplin    | Zeit    | Platz   | Zeit       | Platz      | Zeit    | Platz  |
| ----------- | ------------ | ------- | ------- | ---------- | ---------- | ------- | ------ |
| Rasmus Mägi | 400 m Hürden | 48,78 s | 02      | 48,40 s    | 06         | 48,92 s | 08     |

#### Zehnkampf
| Athlet        | Disziplin | 100 m    | Weitsprung | Kugelstoßen | Hochsprung | 400 m      | 110 m Hürden | Diskuswurf | Stabhochsprung | Speerwurf | 1500 m         | Punkte  | Platz |
| ------------- | --------- | -------- | ---------- | ----------- | ---------- | ---------- | ------------ | ---------- | -------------- | --------- | -------------- | ------- | ----- |
| Johannes Erm  | Ergebnis  | 10,94 s  | 7,37 m SB  | 15,01 m PB  | 1,93 m     | 47,02 s PB | 14,38 s SB   | 44,18 m    | 4,70 m         | 56,87 m   | 4:25,08 min PB | 8227    | 9     |
| Johannes Erm  | Punkte    | 874      | 903        | 790         | 740        | 957        | 926          | 750        | 819            | 691       | 777            | 8227    | 9     |
| Maicel Uibo   | Ergebnis  | 11,14 SB | 7,32 m     | 15,17 m PB  | 2,11 m     | 50,38 s SB | 14,49 s SB   | 46,52 m    | 5,30 m         | 63,54 m   | 4:37,58 min    | 8425 SB | 7     |
| Maicel Uibo   | Punkte    | 830      | 891        | 800         | 906        | 797        | 912          | 798        | 1004           | 791       | 696            | 8425 SB | 7     |
| Janek Õiglane | Ergebnis  | 11,12 s  | 7,26 m SB  | 14,83 m     | 2,05 m PB  | 49,16 s SB | 14,69 s      | 30,49 m    | DNS            | DNS       | DNS            | DNF     | -     |
| Janek Õiglane | Punkte    | 834      | 876        | 779         | 850        | 854        | 887          | 474        | 0              | 0         | 0              | DNF     | -     |

### Frauen

#### Sprung/Wurf
| Athletin     | Disziplin  | Qualifikation | Qualifikation | Finale     | Finale |
| Athletin     | Disziplin  | Weite/Höhe    | Platz         | Weite/Höhe | Platz  |
| ------------ | ---------- | ------------- | ------------- | ---------- | ------ |
| Karmen Bruus | Hochsprung | 1,93 m PB     | 06            | 1,96 m NR  | 07     |